# Углуватська сільська рада
Углува́тська сільська́ ра́да — адміністративно-територіальна одиниця та орган місцевого самоврядування у Христинівському районі Черкаської області. Адміністративний центр — село Углуватка.

## Загальні відомості
- Населення ради: 939 осіб (станом на 2001 рік)

## Населені пункти
Сільській раді були підпорядковані населені пункти:
- с. Углуватка
- с. Чайківка

## Склад ради
Рада складалась з 16 депутатів та голови.
- Голова ради: Мазур Людмила Станіславівна
- Секретар ради: Свиридовська Раїса Іванівна

### Керівний склад попередніх скликань
| Прізвище, ім'я, по батькові | Основні відомості                                                                    | Дата обрання | Дата звільнення |
| --------------------------- | ------------------------------------------------------------------------------------ | ------------ | --------------- |
| Дащенко Ніна Миколаївна     | Сільський голова, 1958 року народження, член Народно-демократичної партії України    | 26.03.2006   | 30.03.2010      |
| Мазур Людмила Станіславівна | Сільський голова, 1967 року народження, освіта вища, Політична партія 'Наша Україна' | 31.10.2010   |                 |

Примітка: таблиця складена за даними сайту Верховної Ради України

### Депутати
За результатами місцевих виборів 2010 року депутатами ради стали:

#### За суб'єктами висування
| Суб'єкт висування                                       | Кількість обраних депутатів | %    |
| ------------------------------------------------------- | --------------------------- | ---- |
| Самовисування                                           | 8                           | 50   |
| Партія захисників Вітчизни                              | 3                           | 18,8 |
| Політична партія Всеукраїнське об'єднання «Батьківщина» | 3                           | 18,8 |
| Комуністична партія України                             | 1                           | 6,3  |
| Партія регіонів                                         | 1                           | 6,3  |

#### За округами
| № округу                                                | Прізвище, ім'я, по батькові     | Дата визнання обраним | Освіта             | Партійна приналежність                        | Відомості про обраного депутата                         |
| ------------------------------------------------------- | ------------------------------- | --------------------- | ------------------ | --------------------------------------------- | ------------------------------------------------------- |
| Комуністична партія України                             |                                 |                       |                    |                                               |                                                         |
| 8                                                       | Мазур Галина Олександрівна      | 01.11.2010            | середня спеціальна | член Комуністичної партії України             | СТОВ «Чайківське», бухалтер                             |
| Партія захисників Вітчизни                              |                                 |                       |                    |                                               |                                                         |
| 2                                                       | Вараниця Алла Василівна         | 01.11.2010            | вища               | член Партії захисників Вітчизни               | Углуватська С Р, бухалтер                               |
| 3                                                       | Вараниця Василь Васильович      | 01.11.2010            | вища               | член Партії захисників Вітчизни               | пенсіонер                                               |
| 4                                                       | Вараниця Сергій Васильович      | 01.11.2010            | вища               | позапартійний                                 | Моторвагонне ДЕПО ст. Христинівка, робочий              |
| Партія регіонів                                         |                                 |                       |                    |                                               |                                                         |
| 11                                                      | Новосад Наталія Олексіївна      | 01.11.2010            | вища               | член Партії регіонів                          | Углуватське НВК, вчитель                                |
| Політична партія Всеукраїнське об'єднання «Батьківщина» |                                 |                       |                    |                                               |                                                         |
| 1                                                       | Асадчева Світлана Василівна     | 01.11.2010            | вища               | позапартійна                                  | Углуватське НВК, вчитель                                |
| 5                                                       | Журавльов Ігор Костянтинович    | 01.11.2010            | середня            | позапартійний                                 | одноосібник                                             |
| 16                                                      | Шелегон Анжела Василівна        | 01.11.2010            | вища               | член Всеукраїнського об'єднання «Батьківщина» | Відділ Чайківської ЦБ, бібліотекар                      |
| Самовисування                                           |                                 |                       |                    |                                               |                                                         |
| 6                                                       | Кузін Володимир Іванович        | 01.11.2010            | середня            | позапартійний                                 | Корпорація «Украгротех», механізатор                    |
| 7                                                       | Мазур Жанна Миколаївна          | 01.11.2010            | середня спеціальна | позапартійна                                  | Корпорація «Украгротех»                                 |
| 9                                                       | Мазур Юрій Миколайович          | 01.11.2010            | середня спеціальна | позапартійний                                 |                                                         |
| 10                                                      | Мойсеєв Володимир Олександрович | 01.11.2010            | середня спеціальна | позапартійний                                 | Корпорація «Украгротех», водій                          |
| 12                                                      | Осадча Галина Василівна         | 01.11.2010            | середня спеціальна | позапартійна                                  | Корпорація УКР Агротех, директорвідділку "Углуватське " |
| 13                                                      | Ружанська Ольга Андріївна       | 01.11.2010            | середня            | позапартійна                                  | Магазин «Сова», продавець                               |
| 14                                                      | Свиридовська Раїса Іванівна     | 01.11.2010            | середня спеціальна | член Політичної партії «Наша Україна»         | старший кухар                                           |
| 15                                                      | Тимошенко Валентина Петрівна    | 01.11.2010            | середня спеціальна | позапартійна                                  | Корпорації УКР Агротех, обліковець                      |